# Copa da Argentina de Futebol de 2025
A Copa da Argentina de Futebol de 2025, também conhecida oficialmente como Copa da Argentina "AXION Energy" de 2025, é a 15ª edição da Copa da Argentina, competição organizada pela Associação do Futebol Argentino (AFA) e patrocinada pela Pan American Energy.
A fase final reúne 64 equipes: os 28 participantes da Liga Profissional de 2024 (primeira divisão); os 15 melhores colocados dos dois grupos da Primera Nacional de 2024 (segunda divisão); o campeão e os cinco melhores da tabela geral da Primera B de 2024 (terceira divisão); os cinco primeiros de cada grupo da segunda fase do Torneo Federal A de 2024 (terceira divisão); e o campeão mais os quatro melhores da tabela geral da Primera C de 2024 (quarta divisão).
O sorteio foi realizado em 20 de dezembro de 2024 na AFA, em Ezeiza.

## Regulamento
O torneio conta com a participação de 64 equipes de todas as divisões do futebol argentino, organizadas em chaves no sistema mata-mata. Todas as seis fases são disputadas em jogos únicos, em campo neutro. Em caso de empate no tempo regulamentar, não teremos prorrogação, e o desempate se dará na disputa por pênaltis.
O campeão se classificará para a Taça Libertadores da América de 2026.

## Participantes
| Primeira divisão | Segunda divisão | Terceira divisão | Quarta divisão                                                                                 |
| --- | --- | --- | ---------------------------------------------------------------------------------------------- |
| - Argentinos Juniors - Atlético Tucumán - Banfield - Barracas Central - Belgrano - Boca Juniors - Central Córdoba de Santiago del Estero - Defensa y Justicia - Deportivo Riestra - Estudiantes de La Plata - Gimnasia y Esgrima de La Plata - Godoy Cruz - Huracán - Independiente - Independiente Rivadavia - Instituto - Lanús - Newell's Old Boys - Platense - Racing - River Plate - Rosario Central - San Lorenzo - Sarmiento de Junín - Talleres de Córdoba - Tigre - Unión de Santa Fé - Vélez Sarsfield | - Aldosivi - All Boys - Colón - Defensores de Belgrano - Deportivo Madryn - Estudiantes de Buenos Aires - Gimnasia y Esgrima de Jujuy - Gimnasia y Esgrima de Mendoza - Gimnasia y Tiro de Salta - Nueva Chicago - Quilmes - Racing de Córdoba - San Martín de San Juan - San Martín de Tucumán - San Telmo - Los Andes | - Argentino de Monte Maíz - Argentino de Quilmes - Central Norte de Salta - Ciudad de Bolívar - Colegiales - Deportivo Armenio - Excursionistas - Ferrocarril Midland - Kimberley - Ramón Santamarina - San Martín de Formosa - Sarmiento de La Banda - Sportivo Belgrano - Sportivo Las Parejas - Villa Mitre | - Berazategui - Central Córdoba de Rosário - Deportivo Español - General Lamadrid - Real Pilar |

## Jogos
A seguir temos os resultados de todas as partidas da competição:

### 32-avos de final
| 22 de janeiro | Boca Juniors | 5 ― 0 | Argentino (MM) |  |  |
|               |              |       |                |  |  |

| 5 de fevereiro | Lanús | 4 ― 0 | General Lamadrid |  |  |
|                |       |       |                  |  |  |

| 5 de fevereiro | Gimnasia y Esgrima (LP) | 1 ― 0 | Deportivo Español |  |  |
|                |                         |       |                   |  |  |

| 12 de fevereiro | San Martín (T) | (3) 0 ― 0 (1) | Colón |  |  |
|                 |                |               |       |  |  |

| 12 de fevereiro | Gimnasia y Esgrima (M) | 2 ― 0 | Nueva Chicago |  |  |
|                 |                        |       |               |  |  |

| 19 de fevereiro | Defensa y Justicia | 3 ― 1 | Racing (C) |  |  |
|                 |                    |       |            |  |  |

| 25 de fevereiro | Estudiantes (LP) | 2 ― 1 | Sarmiento (LB) |  |  |
|                 |                  |       |                |  |  |

| 26 de fevereiro | Vélez Sarsfield | 1 ― 0 | Ferrocarril Midland |  |  |
|                 |                 |       |                     |  |  |

| 26 de fevereiro | Independiente | 2 ― 0 | Sportivo Belgrano |  |  |
|                 |               |       |                   |  |  |

| 27 de fevereiro | Godoy Cruz | 0 ― 1 | Excursionistas |  |  |
|                 |            |       |                |  |  |

| 5 de março | Deportivo Riestra | (3) 2 ― 2 (1) | San Telmo |  |  |
|            |                   |               |           |  |  |

| 5 de março | Unión (SF) | 3 ― 1 | Colegiales |  |  |
|            |            |       |            |  |  |

| 12 de março | Platense | 2 ― 0 | Argentino de Quilmes |  |  |
|             |          |       |                      |  |  |

| 12 de março | Huracán | 2 ― 1 | San Martín (F) |  |  |
|             |         |       |                |  |  |

| 19 de março | Aldosivi | (6) 1 ― 1 (5) | Gimnasia y Tiro (S) |  |  |
|             |          |               |                     |  |  |

| 19 de março | Talleres (C) | (4) 3 ― 3 (5) | Deportivo Armenio |  |  |
|             |              |               |                   |  |  |

| 19 de março | River Plate | 2 ― 0 | Ciudad de Bolívar |  |  |
|             |             |       |                   |  |  |

| 22 de março | Tigre | 3 ― 0 | Berazategui |  |  |
|             |       |       |             |  |  |

| 22 de março | Central Córdoba (SdE) | 0 ― 1 | Quilmes |  |  |
|             |                       |       |         |  |  |

| 23 de março | Racing | 2 ― 0 | Ramón Santamarina |  |  |
|             |        |       |                   |  |  |

| 23 de março | San Lorenzo | (6) 0 ― 0 (5) | Sportivo Las Parejas |  |  |
|             |             |               |                      |  |  |

| 26 de março | San Martín (SJ) | (3) 0 ― 0 (0) | Gimnasia y Esgrima (J) |  |  |
|             |                 |               |                        |  |  |

| 1 de abril | Banfield | 1 ― 0 | Villa Mitre |  |  |
|            |          |       |             |  |  |

| 2 de abril | Atlético Tucumán | 2 ― 1 | All Boys |  |  |
|            |                  |       |          |  |  |

| 3 de abril | Instituto | 3 ― 0 | Deportivo Madryn |  |  |
|            |           |       |                  |  |  |

| 3 de abril | Newell's Old Boys | (5) 0 ― 0 (4) | Kimberley |  |  |
|            |                   |               |           |  |  |

| 9 de abril | Rosario Central | 1 ― 0 | Los Andes |  |  |
|            |                 |       |           |  |  |

| 9 de abril | Sarmiento (J) | 0 ― 1 | Central Córdoba (R) |  |  |
|            |               |       |                     |  |  |

| 16 de abril | Independiente Rivadavia | 1 ― 0 | Estudiantes (BA) |  |  |
|             |                         |       |                  |  |  |

| 16 de abril | Argentinos Juniors | 3 ― 0 | Central Norte (S) |  |  |
|             |                    |       |                   |  |  |

| 16 de abril | Belgrano | 3 ― 1 | Real Pilar |  |  |
|             |          |       |            |  |  |

| 17 de abril | Barracas Central | 0 ― 2 | Defensores de Belgrano |  |  |
|             |                  |       |                        |  |  |

### 16-avos de final
| 11 de maio | Central Córdoba (R) | (5) 1 ― 1 (4) | Gimnasia y Esgrima (LP) |  |  |
|            |                     |               |                         |  |  |

| 21 de maio | Lanús | 2 ― 0 | Vélez Sarsfield |  |  |
|            |       |       |                 |  |  |

| 22 de maio | Defensa y Justicia | 0 ― 2 | Newell's Old Boys |  |  |
|            |                    |       |                   |  |  |

| 24 de maio | Deportivo Riestra | (4) 2 ― 2 (3) | Deportivo Armenio |  |  |
|            |                   |               |                   |  |  |

| 28 de maio | Excursionistas | 0 ― 3 | Argentinos Juniors |  |  |
|            |                |       |                    |  |  |

| 1 de junho | Estudiantes (LP) | (2) 1 ― 1 (4) | Aldosivi |  |  |
|            |                  |               |          |  |  |

| 26 de junho | Tigre | 2 ― 0 | Banfield |  |  |
|             |       |       |          |  |  |

| 27 de junho | Belgrano | 3 ― 2 | Defensores de Belgrano |  |  |
|             |          |       |                        |  |  |

| 28 de junho | Rosario Central | (1) 0 ― 0 (3) | Unión (SF) |  |  |
|             |                 |               |            |  |  |

| 29 de junho | Gimnasia y Esgrima (M) | 1 ― 2 | Independiente |  |  |
|             |                        |       |               |  |  |

| 2 de julho | Racing | 3 ― 1 | San Martín (SJ) |  |  |
|            |        |       |                 |  |  |

| 2 de julho | Platense | (1) 2 ― 2 (3) | Independiente Rivadavia |  |  |
|            |          |               |                         |  |  |

| 3 de julho | Instituto | (2) 0 ― 0 (3) | Huracán |  |  |
|            |           |               |         |  |  |

| 5 de julho | San Lorenzo | (4) 0 ― 0 (3) | Quilmes |  |  |
|            |             |               |         |  |  |

| 23 de julho | Boca Juniors | 1 ― 2 | Atlético Tucumán |  |  |
|             |              |       |                  |  |  |

| 2 de agosto | San Martín (T) | 0 ― 3 | River Plate |  |  |
|             |                |       |             |  |  |

### Oitavas de final
| 30 de julho | Independiente Rivadavia | 2 ― 1 | Central Córdoba (R) |  |  |
|             |                         |       |                     |  |  |

| 31 de julho | Aldosivi | 1 ― 2 | Argentinos Juniors |  |  |
|             |          |       |                    |  |  |

| 1 de agosto | Belgrano | 2 ― 0 | Independiente |  |  |
|             |          |       |               |  |  |

| 1 de agosto | Lanús | 2 ― 0 | Huracán |  |  |
|             |       |       |         |  |  |

| 2 de agosto | San Lorenzo | 0 ― 1 | Tigre |  |  |
|             |             |       |       |  |  |

| 3 de agosto | Racing | 3 ― 0 | Deportivo Riestra |  |  |
|             |        |       |                   |  |  |

| 13 de agosto | Atlético Tucumán | Chave 5 | Newell's Old Boys |  |  |
|              |                  |         |                   |  |  |

| 28 de agosto | Unión (SF) | Chave 4 | River Plate |  |  |
|              |            |         |             |  |  |

### Quartas de final
| 26 de agosto | Tigre | Chave Q1 | Independiente Rivadavia |  |  |
|              |       |          |                         |  |  |

|  | Racing | Chave Q2 | Vencedor da Chave 4 |  |  |
|  |        |          |                     |  |  |

|  | Vencedor da Chave 5 | Chave Q3 | Belgrano |  |  |
|  |                     |          |          |  |  |

|  | Argentinos Juniors | Chave Q4 | Lanús |  |  |
|  |                    |          |       |  |  |

### Semifinal
|  | Vencedor da Chave Q1 | Chave S1 | Vencedor da Chave Q2 |  |  |
|  |                      |          |                      |  |  |

|  | Vencedor da Chave Q3 | Chave S2 | Vencedor da Chave Q4 |  |  |
|  |                      |          |                      |  |  |

### Final
| \| \| Vencedor da Chave S1 \| Chave F \| Vencedor da Chave S2 \| \| \| \| \| \| \| \| \| \| |                      |         |                      |  |  |
|                                                                                             | Vencedor da Chave S1 | Chave F | Vencedor da Chave S2 |  |  |
|                                                                                             |                      |         |                      |  |  |